# Chiyoda (1938)
El Chiyoda (千代田 campo de mil generaciones?) fue un buque de guerra que sirvió en la Armada Imperial Japonesa durante la Segunda Guerra Mundial. Formaba junto a su gemelo, el Chitose, la homónima Clase Chitose (1938). Fue originalmente un portahidroaviones, configuración con la que sirvió la mayor parte de su carrera, para ser posteriormente convertido en portaaviones.

## Diseño

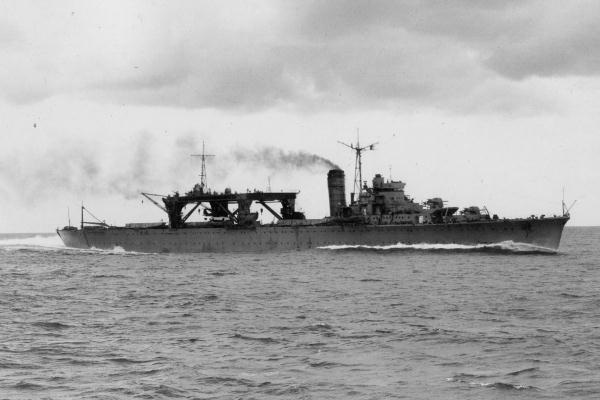
El Chiyoda en su configuración inicial de portahidroaviones.

El Chiyoda, siguiendo el diseño de su gemelo Chitose, fue el segundo portahidroaviones japonés creado como tal desde su inicio, sin ser una conversión previa. La motorización contaba con dos turbinas alimentadas por cuatro calderas, con una potencia de 44.000 CV, a lo que había que añadirle dos motores diésel auxiliares que entregaban otros 12.800 CV, con lo que se podía alcanzar una respetable velocidad de casi 29 nudos.
El diseño original fue modificado en dos ocasiones para permitirle primero transportar, y posteriormente desplegar minisubmarinos de 46 toneladas de desplazamiento. Por último, su mayor modificación lo transformó en portaaviones, con un único hangar servido por dos elevadores.

## Historial de servicio
Tras su entrada en servicio en 1938, su primer capitán fue Kaku Tomeo. Al Chiyoda se le asignó una dotación de hidroaviones biplanos Kawanishi E7K Tipo 94, y Nakajima E8N Tipo 95, que podía lanzar gracias a las cuatro catapultas equipadas a bordo. Entre mayo y junio de 1940 experimenta en Kure su primera modificación, que le permite transportar a bordo 12 minisubmarinos Kō-hyōteki, reduciendo su capacidad de hidroaviones de 24 a 12. Una nueva modificación entre junio y julio de 1941 modificó su popa creando una rampa y un acceso con dos puertas para permitir el despliegue rápido de los minisubmarinos embarcados.
Formó parte de acciones navales como la batalla de Midway, aunque en ella no entró en combate. Recibió su bautismo de fuego el 5 de julio de 1942, mientras se encontraba en Kiska, en las Aleutianas, por parte de aparatos de la USAAF, aunque sin sufrir ningún daño. Ya basado en Truk, nuevos ataques aéreos el 18, 29 y 31 de octubre fueron también inefectivos, así como un ataque con torpedos por parte del submarino estadounidense USS Grayling, que le lanzó una fallida salva de tres el 6 de noviembre de 1942.
Tras su conversión a portaaviones realizada en los astilleros de Yokosuka a lo largo de 1943, el Chiyoda es alcanzado por primera vez en combate el 20 de junio de 1944. Una bomba estalla a proa de la cubierta de vuelo, matando a 20 marineros, hiriendo a otros 30, destruyendo dos aviones e iniciando un incendio. Llegado a Kure, las reparaciones llevaron tan sólo 9 días. En julio le fue incrementado el armamento antiaéreo con otros seis montajes triples de 25 mm, alcanzando un total de 48 piezas.
El Chiyoda resultó hundido en la batalla de Cabo Engaño, uno de los cuatro enfrentamientos de la batalla del Golfo de Leyte, el 25 de octubre de 1944, sacrificado mientras era parte de la flota-cebo del almirante Jisaburo Ozawa. Tras dos ataques aéreos, cuatro bombas lo dejaron sin propulsión y con una escora de 15 grados a estribor. El Hyūga trató de remolcarlo, pero el proceso se vio detenido por un tercer ataque aéreo. El Isuzu recibió órdenes de rescatar a la tripulación, pero debió retirarse ante la llegada de una fuerza estadounidense compuesta por cuatro cruceros y nueve destructores, la Task Force 38.3, que inmediatamente abrieron fuego contra el Chiyoda. Tras devolver el fuego, fue repetidamente alcanzado, zozobró y se hundió a las 16:55 en la posición 18°37′N 126°45′E / 18.617, 126.750.